# 矩圆线蕨
矩圆线蕨（学名：Leptochilus henryi）为水龙骨科薄唇蕨属下的一个种。